# Konstantin Jirecek
Konstantin Jiřeček (24 juillet 1854-10 janvier 1918) et un fils du savant et linguiste Josef Jiřeček. Proche du mouvement austroslaviste, Konstantin Jiřeček est un slaviste et historien autrichien qui travailla sur l'histoire de Prague et fut un auteur important pour les renaissances tchèque, serbe, bulgare et roumaine.
Devenu fonctionnaire bulgare en 1879, il devint en 1881 ministre de l'Éducation à Sofia. En 1884 il devint professeur d'histoire universelle en langue tchèque à l'université de Prague (il y avait aussi des cours en allemand) et en 1893, professeur en « antiquités slavonnes » à l'université de Vienne.
Beaucoup de publications de Jiřeček se rapportent à l'histoire des Slaves méridionaux et à leur littérature. Elles incluent une Histoire des Bulgares (en tchèque et en allemand, 1876), une Histoire des Serbes (1891), La principauté de Bulgarie (1891) et Voyages en Bulgarie (en tchèque, 1888).
C'est lui qui, se basant sur l'épigraphie et la toponymie du IIe siècle au VIIe siècle, a défini en 1911 la ligne Jiřeček qui traverse les Balkans antiques de l'Adriatique à la mer Noire en longeant les monts Aímos (Αίμος : « neigeux », actuel Grand Balkan) et qui délimite les influences du latin (romanisation au nord) et du grec (hellénisation au sud) sur les Thraces.
Le pic Jiřeček (2 852 m) sur le mont Moussala en Bulgarie, porte son nom.

### Articles connexes

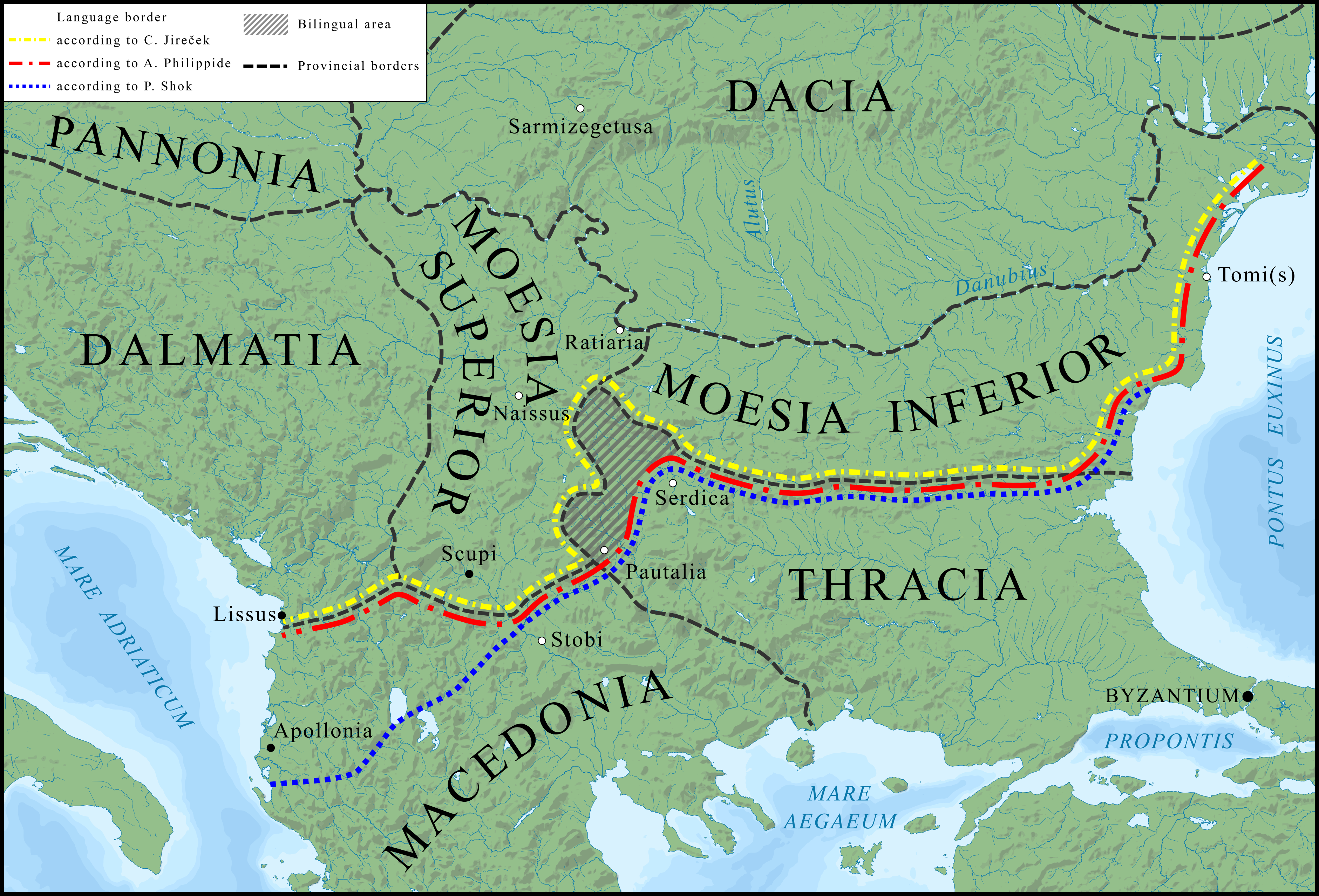
La Ligne Jireček.